# Ronnie Vannucci Jr.
Ronald „Ronnie” Vannucci Jr. (n. 15 februarie 1976, Las Vegas, SUA) este toboșarul trupei americane de rock alternativ The Killers.

## Copilăria și adolescența
Ronnie Vannucci s-a născut și a crescut în Nevada. Primul contact major cu muzica l-a avut la vârsta de șase ani, când a devenit cel mai tânăr muzician care cântase vreodată într-o formație din Las Vegas - mai exact, „Play That Funky Music White Boy”, pentru care a cântat la baterie într-un restaurant din Caesars Palace. În clasa a patra, a câștigat concursul de talente organizat de școala lui, cântând la baterie.
Mare fan Depeche Mode și The Cure, Ronnie a învățat să cânte la chitară de la tatăl său. A urmat atât liceul Clark cât și liceul Western, și în acea perioadă și-a format prima trupă, intitulată Purple Dirt. Ulterior a studiat percuția la Universitatea din Nevada (UNLV), urmând în paralel și Universitatea York.

## Cariera
În perioada când era student, Vannucci a cântat într-o mulțime de trupe: Atta Boy Skip (formație de ska-punk), Romance Fantasy, Free Food, Expert On October, și oriunde, de la nunți până în mijlocul deșertului. Atta Boy Skip era extrem de populară în underground printre tineri, iar Free Food era o formație care efectua cover-uri după cântece vechi, și care cânta prin închisorile din Las Vegas și pe la căminele pentru persoanele fără adăpost. La sfârșitul anilor '90, Vannucci s-a alăturat formației de indie rock Expert On October - și aceasta a fost ultima formație în care a cântat înainte să intre în The Killers, în anul 2002. În această formulă, The Killers au scos trei albume de studio, o compilație și șaisprezece single-uri.

## Trivia
- Ronnie a lucrat ca fotograf la Little Chapel of Flowers, o cunoscută capelă din Las Vegas[3].

- În perioada când The Killers nu avea loc să repete, Ronnie a avut ideea ca trupa să se strecoare în clădirea Universității din Nevada, unde era el student, și să repete acolo[3].

- Cântecul „Believe Me Natalie” de pe albumul de debut al formației, Hot Fuss, este scris de el și de Brandon Flowers[3].